# 砂金

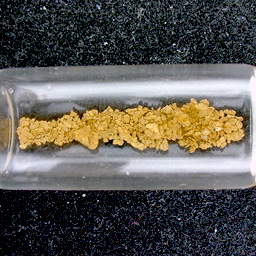
歴舟川の砂金

砂金（さきん・沙金、英語: placer gold）とは、砂状に細粒化した自然金。金鉱脈が川の浸食作用などで崩れ、川に流された後、川岸に溜まったり河口に流れ着いたものである。
大がかりな選鉱施設が不要で採取方法が簡単であることから、古くから個人単位での採取が行われてきた。金の採掘はもともと川で行われていた砂金採取が徐々に上流へと進んで、やがて山で金鉱脈の採掘が行われるようになったともいわれている。現代では砂金取りを体験できる施設が各地で営業しているほか、一部の河川では今でも実際に砂金を採取することが可能である。しかし、アマゾン川流域などではアマルガム法による採取が行われており、河川の深刻な水銀汚染を引き起こしている。

## 砂金の採取

### 方法
上流に金鉱山が存在していた等の砂金が出そうな川に目星をつけ、上～中流域の砂がたまりやすい中州や屈曲部の内側に堆積する砂礫層を探す。鍬などで砂を掘り起こし、揺り板やパンニング皿（ゴールドパンもしくは代用品）の中で流水で洗いながら砂金を選別する。例えば、小河内川ではネコザ、カッサ（鍬）、ユリボン（鉢）、柄杓・曲桶などが砂金採取に使用された。
金は比重が砂礫よりかなり大きいので、時間を掛けて丹念に洗い流せば素人でも採取が可能である。ただし、熟練者でも1日がかりで得られる金の量はわずかであり、労働時間と収益を見比べると多くは最低賃金を大きく下回る結果に終わることが多い。

### 誤認しがちな例
川底に光り輝く金色の粒子のほとんどは黄鉄鉱（稀に黄銅鉱）である。砂金は比重が大きいので川底に露出し続けることはない。黄鉄鉱と砂金はハンマーなどでたたくと判別ができる。割れるのが黄鉄鉱で、形がつぶれて伸びるのが砂金。また、黄鉄鉱のほとんどが、立方体の結晶状態で産出されるのに対し、砂金は角がない不定形で産出される。黄銅鉱の場合には明確な自形をなす砂鉱は珍しく、不定形な物がほとんどである。
また、金雲母や黒雲母等、雲母類の薄片も反射により金色に輝くが、比重が小さいので水流により容易に舞い上がり流れさるのでその点で判別が可能である。また雲母等の鉱物は押しつぶすと簡単に砕けるが、展性のある砂金であればこのようなことはない。